# Друга іспанська республіка
Дру́га іспа́нська респу́бліка (ісп. La Segunda República Española) — держава, яка існувала в період історії Іспанії між вигнанням короля Альфонса ХІІІ (14 квітня 1931 року) та перемогою військового повстання на чолі з генералом Франсіском Франко (капітуляція останніх республіканських сил 1 квітня 1939 року). Офіційна назва Іспанська Республіка (ісп. República Española), у радянській історіографія цей період був відомий під назвою Іспанська революція 1931—1939 років.
Після поразки республіки ще до 1976 року діяв уряд Іспанської Республіки в екзилі.

## Перебіг подій

### 1931—1933 роки
12 квітня 1931 року відбулися вибори, на яких здобули перемогу прихильники республіки та антиклерикалісти. У виборах взяли участь 65 % громадян, 83 % голосів отримали республіканці, найбільшу фракцію створили соціалісти (116 місць зі 470)
14 квітня 1931 року короля Альфонсо ХІІІ було позбавлено влади. Протягом усіх етапів розвитку революції мало місце іноземне втручання, як на боці революційних, так і на боці контрреволюційних сил. Президентом країни став Алькалья Самора Нісето. У період від 14 квітня 1931 року до листопада 1933-го було проголошено конституцію, розпочато демократичні реформи, дозволена діяльність усіх політичних партій, внаслідок чого, зокрема, Комуністична партія Іспанії вийшла з підпілля.
Іспанія стала «демократичною республікою трудящих усіх класів, побудована на принципах свободи та справедливості». 44 статтею конституції було дозволено відчуження приватної власності й переведення в суспільну (з компенсацією). Було проголошено свободу слова, відділено церкву від держави, надано виборче право жінкам, дозволено розлучення. Дворяни були позбавлені всіх привілеїв. Також було змінено державну символіку. Гімн Рієго став державним гімном. Новий прапор складався з трьох горизонтальних смуг червоного, жовтого та фіолетового кольорів.

### 1933—1936 роки
Реформи сільського господарства і армії, агресивна антиклерикальна позиція та жорстоке придушення демонстрації анархістів в січні 1933 року відштовхнуло від Алькальї Нісето багатьох прихильників, і на виборах 1933 року перемогу здобула консервативна коаліція з партій, що відстоювали інтереси крупних землевласників, церкви і військових кіл.
Були відмінені всі попередні реформи і у відповідь соціалісти вчинили заколот в Астурії, підтриманий каталонськими націоналістами. 
Заколот з 5 по 19 жовтня 1934 року був викликаний входженням консервативної Іспанської конфедерації автономних правих (CEDA) до іспанського уряду. Більшість подій відбулися в Каталонії та Астурії і були підтримані багатьма членами Іспанської соціалістичної робітничої партії (PSOE) і Загального союзу робітників (UGT), зокрема Ларго Кабальєро, а також членами Національної конфедерації праці (CNT). Історики стверджують, що цей інцидент загострив антагонізм між правими та лівими політичними силами в Іспанії та став частиною причини пізнішої громадянської війни в Іспанії. Близько 2000 людей були вбиті під час повстання, яке було придушене іспанськими урядовими силами.

### 1936—1939 роки
Наступні вибори 1936 року знову привели Асанью до влади. Він став президентом, а уряд очолив його соратник Сантьяго Касарес Кірога. Їх правління припало на період глибокої економічної кризи, в країні почались самовільні захоплення земель селянами, відкриті зіткнення прихильників і противників республіканців, замахи і політичні вбивства. Ці дії стимулювали об'єднання опозиційних сил і призвели до антиурядового заколоту.
Заколот правих націоналістичних сил почався 17—18 липня 1936 року. На чолі його став Франсіско Франко, військовий і політичний діяч Іспанії.
Доволі швидко почалось втручання у внутрішні події Іспанії багатьох країн, що переслідували свої інтереси. Унаслідок цього антиурядовий заколот переріс у тривалу й криваву громадянську війну.
Результатом подій 1931—1939 років в Іспанії став авторитарний (диктаторський) режим, що проіснував до смерті Франко.